# Teresa Budzisz-Krzyżanowska
Teresa Budzisz-Krzyżanowska (Tczew, 17 settembre 1942) è un'attrice polacca, apparsa in più di quaranta film a partire dal 1972.
Attrice teatrale e cinematografica, si esibì al Teatro Bagatela di Cracovia, al Teatro Juliusz Słowacki di Cracovia, al Teatro Nazionale Helena Modrzejewska di Cracovia, al Teatro Studio di Varsavia e al Teatro Nazionale di Varsavia.

## Filmografia parziale
- Ocalić miasto, regia di Jan Łomnicki (1976)
- Lawa. Opowieść o 'Dziadach' Adama Mickiewicza, regia di Tadeusz Konwicki (1989)
- Dottor Korczak (Korczak), regia di Andrzej Wajda (1990)
- Tre colori - Film bianco (Trois Couleurs: Blanc), regia di Krzysztof Kieślowski (1994)
- Faustyna, regia di Jerzy Łukaszewicz (1994)
- Ono, regia di Małgorzata Szumowska (2004)